# Self-paced reading
 
En psycholinguistique, la méthode expérimentale self-paced reading (terme en anglais signifiant « lecture à son rythme ») est une tâche de lecture effectuée par le participant. Elle consiste en la lecture de mots ou phrases, sur un écran. Le participant réagit en appuyant sur des boutons, son temps de réaction est évalué. Cette expérience permet de comprendre les processus cognitifs en œuvre lors de la perception et de la compréhension du langage, selon la question de recherche posée. Après une phase d'habituation, la phase expérimentale peut commencer. Des questions de compréhension peuvent être posées (par exemple : répondre Y (yes) ou N (no)). 
Cette méthode est introduite par Just et ses collègues en 1982. 